# Forsteriola
Forsteriola is een geslacht van spinnen uit de  familie van de Anapidae (Dwergkogelspinnen).

## Soorten
- Forsteriola proloba (Forster, 1974)
- Forsteriola rugosa (Forster, 1974)